# Cerotainia argyropasta
Cerotainia argyropasta là một loài ruồi trong họ Asilidae. Cerotainia argyropasta được Hermann miêu tả năm 1921. Loài này phân bố ở vùng Tân nhiệt đới.